# Roberto Soldić
Roberto Soldić (ur. 25 stycznia 1995 w Vitezie) – chorwacki zawodnik mieszanych sztuk walki (MMA) oraz bokser bośniackiego pochodzenia. Były podwójny mistrz KSW w wadze półśredniej oraz średniej. Aktualnie związany z One Championship i Fame MMA. 

## Życiorys
Urodził się w Vitezie, w Bośni i Hercegowinie. W szkole grał w piłkę nożną, jednak z czasem zdecydował się dołączyć do lokalnego klubu judo w swojej okolicy. Szybko zorientował się, że woli sztuki walki i postanowił poświęcić się najpierw judo, a później MMA. Biorąc pod uwagę, że w jego rodzinnym mieście nie było odpowiednich warunków do treningu, był zmuszony trenować w różnych klubach sportowych w Bośni i Hercegowinie oraz Chorwacji. Mimo początkowych niepowodzeń, zrobił szybkie postępy i wkrótce rozpoczął profesjonalną karierę MMA. W 2015 roku poznał swojego obecnego trenera i menedżera Ivana Dijakovicia i postanowił dokonać zmiany w życiu i karierze. W tym samym roku przeniósł się do Düsseldorfu w Niemczech i rozpoczął treningi w klubie UFD Gym Düsseldorf, który zapewniał znacznie lepsze warunki i gdzie mógł całkowicie poświęcić się dla sportu. Po zostaniu członkiem klubu jego kariera powiększała w ciągu następnych dwóch lat, a Soldić zaczął być uważany za jednego z największych europejskich zawodników MMA.

## Kariera MMA

### Wczesna kariera
Roberto zadebiutował w mieszanych sztukach walki 19 września 2014 roku podczas gali AFC 3: Arti Fighting Championship 3 w wadze lekkiej przeciwko Ante Aliloviciowi. Wygrał przez TKO w drugiej rundzie.
W tym samym roku odniósł kolejne zawodowe zwycięstwo, pokonując Mladena Ponjevicia przez poddanie (duszenie gilotynowe) w pierwszej rundzie na lokalnej gali MMA w Chorwacji.

### Serbian Battle Championship i SMMAC
Debiutując w organizacji Serbian Battle Championship zaliczył swoje pierwsze poważne zwycięstwo i przyciągnął uwagę lokalnych mediów w maju 2015 roku, na gali w Serbii, gdzie walczył ze zwycięzcą Final Fight Championship Futures Vladimirem Prodanoviciem. Pokonał Prodanovicia przez TKO w drugiej rundzie (1:30). Mniej więcej rok później został mistrzem SBC w wadze lekkiej. Tytuł ten zdobył na gali SBC 8, która odbyła się 5 marca 2016 roku w Somborze, pokonując doświadczonego czarnogórskiego zawodnika Vaso Bakočevicia przez TKO w trzeciej rundzie. Soldić miał wtedy zaledwie 21 lat.
8 lipca 2017 roku na gali SBC 14 w Bačkiej Palance pokonał Slobodana Vukicia z Bośni i Hercegowiny przez nokaut w pierwszej rundzie.
Pierwszej zawodowej porażki w karierze doznał na gali MFC 3: Montenegro Fighting Championship 3, która odbyła się w Budvie dnia 27 lipca 2015 roku. Soldić przegrał wtedy z Marko Radakoviciem przez jednogłośną decyzję. Po dwóch rundach sędziowie orzekli werdykt na korzyść miejscowego zawodnika, co wywołało spore kontrowersje w regionalnych środowiskach MMA i mediach, które twierdziły, że Soldić wygrał na punkty. Jego trenerzy zdradzili również mediom, że organizatorzy w ostatniej chwili dokonali zmian w regulaminie, gdyż początkowo walka miała być trzyrundowa.
Drugi tytuł mistrzowski w MMA uzyskał na gali SMMAC: Swiss MMA Championship 4, która odbyła się 1 października 2016 roku w szwajcarskiej Bazylei. W walce o tytuł wagi półśredniej, która była również walką wieczoru wydarzenia, Soldić pokonał Pascala Klosera przez TKO w pierwszej rundzie. Był to pojedynek, który zapoczątkował jego passę zwycięstw.

### Final Fight Championship
Zaraz po zdobyciu pasa SMMAC, Soldić otrzymał propozycję walki na gali FFC: Final Fight Championship o wakujący tytuł mistrzowski wagi półśredniej, który do tej pory należał do Węgra Laszlo Senyei. O tytuł ten zawalczył z najbardziej doświadczonych chorwackich zawodników MMA, Ivicą Truščkiem, na gali FFC 27 – Night of Champions, która odbyła się 17 grudnia 2016 roku. Soldić w pierwszej rundzie pokonał rywala przez techniczny nokaut. Tym samym został mistrzem FFC w wadze półciężkiej w pojedynku, przed którym był uważany za faworyta w stosunku do swojego bardziej znanego przeciwnika.

### Superior FC i Cage Warriors
W swoim debiucie w Superior FC, zdobył kolejny mistrzowski tytuł. Na gali Superior FC 16, która odbyła się 11 marca 2017 roku w Darmstadt pokonał Polaka Rafała Lewona przez TKO w trzeciej rundzie. Był to trzeci tytuł, który zdobył w ciągu niespełna roku. Mistrzowski pas obronił na gali Superior FC 18, pokonując Anglika Deza Parkera przez TKO w pierwszej rundzie.
14 października 2017 roku zadebiutował w angielskiej organizacji Cage Warriors Fighting Championship. Podczas gali CWFC 87, zmierzył się z Lewisem Longiem. Chorwat potrzebował zaledwie 49 sekund od rozpoczęcia pojedynku, aby pokonać swojego przeciwnika, dostarczając jeden z najbardziej ekscytujących nokautów roku w Europie. Znokautował Longa wysokim kopnięciem. Po walce były pretendent do tytułu mistrzowskiego UFC, Dan Hardy, który obecnie jest analitykiem i komentatorem UFC, powiedział, że Soldić będzie w przyszłości wielką gwiazdą tejże organizacji.

### KSW
Od 2017 roku zawodnik największej europejskiej federacji KSW. W debiucie dla organizacji podczas KSW 41 podjął się walki z ówczesnym mistrzem wagi półśredniej Borysem Mańkowskim. Pierwotnie z Tasmańskim Diabłem miał walczyć Dricus du Plessis, jednak Afrykaner wypadł z pojedynku z powodu kontuzji. Chorwat brutalnie porozbijał Polaka, co skutkowało przerwaniem przez narożnik Poznaniaka i tym samym Soldić został nowym mistrzem. Po samym pojedynku Bałkaniec wyzwał do pojedynku du Plessisa.
Do chorwacko-afrykańskiego starcia doszło 14 kwietnia 2018 podczas KSW 43. Du Plessis znokautował Robocopa w 2. rundzie. Ze względu na brak pretendentów do walki o pas, 6 października 2018 podczas KSW 45 doszło do ponownego zestawienia zawodników. Tym razem lepszy okazał się Bałkaniec, który znokautował Afrykanera w 3. rundzie i tym samym ponownie zasiadł na tronie wagi półśredniej. Pojedynek rewanżowy stoczony w Londynie nagrodzono bonusem za najlepszą walkę wieczoru.
Kolejny pojedynek Chorwat stoczył na KSW 46. Pierwotnie w pojedynku miał wystąpić Borys Mańkowski przeciwko Bruce Souto. Jednak do starcia nie doszło ze względu na kontuzję Poznaniaka. Brazylijczyk również zrezygnował z pojedynku z powodu iż za Mańkowskiego miał wskoczyć Soldić, z którym Souto na co dzień trenuje. Ostatecznie rywalem Chorwata został Vinicius Bohrer. Walka odbyła się w limicie umownym do 80 kg. Bałkaniec znokautował Brazylijczyka w 1. rundzie. Za efektowne zwycięstwo został nagrodzony pierwszym bonusem za nokaut wieczoru.
18 maja 2019, podczas KSW 49 przystąpił do pierwszej obrony pasa. Jego rywalem był niepokonany wówczas Krystian Kaszubowski. Chorwat znokautował pretendenta w 1. rundzie i tym samym zachował mistrzostwo. Po walce otrzymał drugi bonus za nokaut wieczoru.
14 września 2019 na wydarzeniu KSW 50 miał zmierzyć się z Patrikiem Kinclem, jednak Czech wypadł z rywalizacji z powodu kontuzji. Na jego miejsce wszedł Michał Pietrzak. Pojedynek odbył się w limicie wagowym do 80 kg. Po 3-rundowym boju, zwycięzcą został Chorwat poprzez jednogłośną decyzję sędziów.
Po raz kolejny w klatce KSW miał pojawić się 21 marca 2020 podczas KSW 53, jednak wydarzenie zostało odwołane z powodu pandemii koronawirusa.
14 listopada 2020 podczas KSW 56 w Łodzi zadebiutował w wadze średniej. Jego rywalem został były mistrz organizacji w tejże wadze Michał Materla. Chorwat znokautował Polaka w 1. rundzie.
4 września 2021 na KSW 63 w Warszawie przystąpił do drugiej obrony pasa mistrzowskiego w wadze półśredniej. Walkę zwyciężył przez TKO w 3. rundzie z Czechem Patrikiem Kinclem.
19 grudnia 2021 podczas gali KSW 65 skrzyżował rękawice z legendą oraz mistrzem KSW w wadze średniej – Mamedem Chalidowem. Pojedynek zakończył w drugiej rundzie, brutalnie nokautując lewym sierpowym zawodnika z Olsztyna, tym samym odbierając mu pas mistrzowski. Po walce otrzymał kolejny bonus za nokaut wieczoru.

### One Championship
1 sierpnia 2022 roku podczas podcastu "The MMA Hour" prowadzonym przez amerykańskiego dziennikarza Ariela Helwaniego poinformował o podpisaniu kontraktu z singapurską organizacją One Championship.
Dzień później na oficjalnych mediach społecznościowych Soldić został przywitany przez nowego pracodawcę. Debiut w singapurskiej organizacji odbył się 2 grudnia na gali ONE on Prime Video 5, a zmierzył się on z niepokonanym Rosjaninem, Muradem Ramazanowem. W połowie pierwszej rundy Ramazanow trafił kolanem w krocze Chorwata, który ostatecznie nie był w stanie kontynuować pojedynku. Walkę uznano za nieodbytą.
5 maja 2023 na ONE Fight Night 10: Johnson vs. Moraes 3 w Broomfield, zmierzył się z byłym mistrzem wagi średniej, reprezentantem Szwecji, Zebaztianem Kadestamem. Niespodziewanie przegrał przez TKO w drugiej rundzie, zostając zastopowanym przez rywala kombinacją ciosów pod siatką.
Po prawie dwóch latach przerwy od rywalizacji, na gali ONE 171 w Lusajl stoczył walkę z reprezentantem Turcji, pochodzącym z Rosji, Sajgidem Gusejnem Arsłanalijewem. Znokautował rywala mocnym ciosem w pierwszej rundzie. Po walce został nagrodzony przez organizację specjalnym bonusem za występ wieczoru w wysokości 50 tysięcy dolarów. 

## Kariera bokserska
Pierwszą walkę na zawodowym ringu bokserskim stoczył 2 kwietnia 2016 roku na lokalnej gali bokserskiej w Düsseldorfie, w wadze ciężkiej. Na tym wydarzeniu pokonał Gorana Risticia przez nokaut w pierwszej rundzie.
17 września 2016 roku odniósł swoje drugie zwycięstwo bokserskie w niemieckim Göppingen, gdzie pokonał Milana Rusa.
Trzeci zawodowy pojedynek bokserski stoczył 11 lutego 2017 roku, ponownie w Düsseldorfie. Zaliczył zwycięstwo nad Nemanją Kragulją.
Swoją czwartą wygraną w ringu bokserskim zaliczył 16 listopada 2017 roku w tym samym mieście, przeciwko Slavišie Simeunoviciowi przez techniczny nokaut.
W lipcu 2025 roku, podpisał kontrakt z Fame MMA. Dla federacji typu freak fight zadebiutuje 6 września 2025 podczas gali Fame 27: Kingdom w PreZero Arenie Gliwice. Jego przeciwnikiem w walce wieczoru tego wydarzenia będzie pięściarz Tomasz Adamek.

## Osiągnięcia

### Mieszane sztuki walki
- Swiss MMA Championship
  - 2016: mistrz SMMAC w wadze półśredniej

- Final Fight Championship
  - 2016: mistrz FFC w wadze półśredniej
- Superior Fighting Championship
  - 2017: mistrz Superior FC w wadze półśredniej
- Konfrontacja Sztuk Walki
  - 2017-2018: międzynarodowy mistrz KSW w wadze półśredniej
  - 2018-2022: międzynarodowy mistrz KSW w wadze półśredniej[32]
  - 2021-2022: międzynarodowy mistrz KSW w wadze średniej[49]
  - Bonus za nokaut wieczoru (trzy razy) vs. Vinicius Bohrer (2018)[37], Krystian Kaszubowski (2019)[40], Mamed Chalidow (2021)[50]
  - Bonus za walkę wieczoru (raz) vs. Dricus du Plessis (2018)[33]
- One Championship
  - Bonus za występ wieczoru (raz) vs. Sajgid Gusejn Arsłanalijew (2025)[59]

## Lista zawodowych walk

### MMA
| Wynik     | Bilans   | Przeciwnik (bilans przed walką)  | Rozstrzygnięcie                                    | Runda | Czas | Rozgrywki                                | Data       | Miejsce      | Uwagi                                                                                 |
| --------- | -------- | -------------------------------- | -------------------------------------------------- | ----- | ---- | ---------------------------------------- | ---------- | ------------ | ------------------------------------------------------------------------------------- |
| Wygrana   | 21-4 (1) | Sajgid Gusejn Arsłanalijew (9-2) | KO (lewy prosty)                                   | 1     | 1:55 | ONE 171                                  | 20.02.2025 | Lusajl       | Bonus za występ wieczoru.                                                             |
| Przegrana | 20-4 (1) | Zebaztian Kadestam (14-7)        | TKO (ciosy pięściami)                              | 2     | 0:45 | ONE Fight Night 10: Johnson vs. Moraes 3 | 05.05.2023 | Broomfield   |                                                                                       |
| Nieodbyta | 20-3 (1) | Murad Ramazanow (11-0)           | No contest (kopnięcie w krocze)                    | 1     | 2:07 | ONE on Prime Video 5                     | 02.12.2022 | Manila       | Debiut w One Championship.                                                            |
| Wygrana   | 20-3     | Mamed Chalidow (35-7-2)          | KO (lewy sierpowy)                                 | 2     | 3:40 | KSW 65: Khalidov vs. Soldić              | 18.12.2021 | Gliwice      | Zdobył pas mistrzowski KSW w wadze średniej. Bonus za nokaut wieczoru. Main Event     |
| Wygrana   | 19-3     | Patrik Kincl (24-9)              | TKO (ciosy pięściami)                              | 3     | 2:59 | KSW 63: Crime of The Century             | 04.09.2021 | Warszawa     | Obronił pas mistrzowski KSW w wadze półśredniej. Main Event                           |
| Wygrana   | 18-3     | Michał Materla (29-7)            | TKO (ciosy pięściami)                              | 1     | 4:40 | KSW 56: Polska vs. Chorwacja             | 14.11.2020 | Łódź         | Debiut w wadze średniej. Main Event                                                   |
| Wygrana   | 17-3     | Michał Pietrzak (8-3)            | Decyzja (jednogłośna)                              | 3     | 5:00 | KSW 50: London                           | 14.09.2019 | Londyn       | Limit umowny do -80 kg.                                                               |
| Wygrana   | 16-3     | Krystian Kaszubowski (7-0)       | KO (lewy sierpowy)                                 | 1     | 1:23 | KSW 49: Soldić vs. Kaszubowski           | 18.05.2019 | Gdańsk/Sopot | Obronił pas mistrzowski KSW w wadze półśredniej. Bonus za nokaut wieczoru. Main Event |
| Wygrana   | 15-3     | Vinicius Bohrer (16-6)           | KO (lewy sierpowy)                                 | 1     | 4:34 | KSW 46: Narkun vs. Khalidov 2            | 01.12.2018 | Gliwice      | Limit umowny do -80 kg. Bonus za nokaut wieczoru.                                     |
| Wygrana   | 14-3     | Dricus du Plessis (12-1)         | KO (ciosy pięściami)                               | 3     | 2:33 | KSW 45: The Return to Wembley            | 06.10.2018 | Londyn       | Zdobył pas mistrzowski KSW w wadze półśredniej. Bonus za walkę wieczoru.              |
| Przegrana | 13-3     | Dricus du Plessis (11-1)         | TKO (lewy sierpowy i ciosy w parterze)             | 2     | 1:37 | KSW 43: Soldić vs. du Plessis            | 14.04.2018 | Wrocław      | Stracił pas mistrzowski KSW w wadze półśredniej. Main Event                           |
| Wygrana   | 13-2     | Borys Mańkowski (19-6-1)         | TKO (przerwanie przez narożnik)                    | 3     | 5:00 | KSW 41: Mańkowski vs. Soldić             | 23.12.2017 | Katowice     | Debiut w KSW. Zdobył pas mistrzowski KSW w wadze półśredniej. Main Event              |
| Wygrana   | 12-2     | Lewis Long (15-4)                | KO (kopnięcie okrężne na głowę)                    | 1     | 0:40 | Cage Warriors Fighting Championship 87   | 14.10.2017 | Newport      | Main Event                                                                            |
| Wygrana   | 11-2     | Dez Parker (9-6)                 | TKO (kopnięcie okrężne na głowę i ciosy pięściami) | 1     | 3:29 | Superior Fighting Championship 18        | 16.09.2017 | Ludwigshafen | Obronił pas mistrzowski Superior FC w wadze półśredniej. Co-Main Event                |
| Wygrana   | 10-2     | Slobodan Vukić (0-10)            | KO (ciosy pięściami)                               | 1     | 1:04 | Serbian Battle Champiosnhip 14           | 08.07.2017 | Wojwodina    |                                                                                       |
| Wygrana   | 9-2      | Rafał Lewoń (13-5)               | TKO (ciosy pięściami)                              | 3     | 1:56 | Superior Fighting Championship 16        | 11.03.2017 | Darmstadt    | Zdobył pas mistrzowski Superior FC w wadze półśredniej.                               |
| Wygrana   | 8-2      | Ivica Trušček (31-28)            | TKO (wysokie kopnięcie i ciosy pięściami)          | 1     | 1:47 | FFC 27: Night of Champions               | 17.12.2016 | Zagrzeb      | Zdobył pas mistrzowski FFC w wadze półśredniej.                                       |
| Wygrana   | 7-2      | Pacal Kloser (9-5)               | TKO (ciosy pięściami)                              | 1     | 1:34 | Swiss MMA Championship 4                 | 01.10.2016 | Bazylea      | Zdobył pas mistrzowski SMMAC w wadze półśredniej. Main Event                          |
| Przegrana | 6-2      | Jarosław Amosow (16-0)           | Decyzja (niejednogłośna)                           | 3     | 5:00 | Tech-Krep FC: Prime Selection 8          | 18.06.2016 | Krasnodar    | Walka o pas mistrzowski Tech-KREP FC w wadze półśredniej. Main Event                  |
| Wygrana   | 6-1      | Vaso Bakočević (22-10-1)         | TKO (ciosy pięściami)                              | 3     | 1:51 | Serbian Battle Championship 8            | 05.03.2016 | Wojwodina    | Co-Main Event                                                                         |
| Wygrana   | 5-1      | Sasa Drobać (3-1)                | Decyzja (jednogłośna)                              | 3     | 5:00 | Final Fight Championship 20              | 23.10.2015 | Zagrzeb      |                                                                                       |
| Przegrana | 4-1      | Marko Radaković (2-0)            | Decyzja (jednogłośna)                              | 2     | 5:00 | Montenegro Fighting Championship 3       | 27.07.2015 | Budva        |                                                                                       |
| Wygrana   | 4-0      | Vladimir Prodanović (4-1)        | TKO (ciosy pięściami)                              | 2     | 1:30 | Serbian Battle Championship 5            | 09.05.2015 | Odžaci       |                                                                                       |
| Wygrana   | 3-0      | Savo Lazić (1-0)                 | KO (cios nogą)                                     | 1     | 2:05 | Arti Fighting Championship 4             | 15.03.2015 | Ljubuški     |                                                                                       |
| Wygrana   | 2-0      | Mladen Ponjević (0-0)            | Poddanie (gilotyna)                                | 1     | 0:35 | Thunderman: Fight Night Metkovic 1       | 21.12.2014 | Metković     |                                                                                       |
| Wygrana   | 1-0      | Ante Alilović (0-0)              | TKO (ciosy pięściami)                              | 2     | 2:50 | Arti Fighting Championship 3             | 19.10.2014 | Ljubuški     | Debiut w MMA                                                                          |

### Boks w ringu
| Wynik   | Bilans | Przeciwnik (bilans przed walką)   | Rozstrzygnięcie | Runda | Czas | Data       | Miejsce    | Uwagi                                                                   |
| ------- | ------ | --------------------------------- | --------------- | ----- | ---- | ---------- | ---------- | ----------------------------------------------------------------------- |
|         |        | Tomasz Adamek (53-6)              |                 |       |      | 06.09.2025 | Gliwice    | Walka o pas WBC „The Fight for Peace". Main Event gali Fame 27: Kingdom |
| Wygrana | 4-0    | Slaviša Simeunović (29-26, 22 KO) | TKO             | 2     | 0:31 | 18.11.2017 | Düsseldorf |                                                                         |
| Wygrana | 3-0    | Nemanja Kragulj (0-5)             | KO              | 1     | 1:45 | 11.02.2017 | Düsseldorf |                                                                         |
| Wygrana | 2-0    | Milan Ruso (1-42)                 | KO              | 1     | 2:58 | 17.09.2016 | Göppingen  |                                                                         |
| Wygrana | 1-0    | Goran Ristić (1-15, 1 KO)         | KO              | 1     | 1:48 | 02.04.2016 | Düsseldorf |                                                                         |